# Cypress Hills Interprovincial Park
Der Cypress Hills Interprovincial Park ist ein 38822 Hektar großer Provincial Park in Kanada. Der Park besteht aus Teilen sowohl in der Provinz Alberta wie auch in Saskatchewan. Der Anteil in Alberta liegt bei Elkwater etwa 70 km südöstlich von Medicine Hat. Die beiden Teile in Saskatchewan liegen bei Fort Walsh (welcher als West Block bezeichnet wird), etwa 50 km südwestlich von Maple Creek bzw. 30 km südlich von Maple Creek (welcher als Centre Block bezeichnet wird).
Der touristische Schwerpunkt des Parks liegt zum einen im Anteil des Parks in Alberta sowie zum anderen im Centre Block in Saskatchewan. Der West Block wird von den meisten Touristen nur auf dem Weg zur Fort Walsh National Historic Site passiert, welche im Jahr von etwas mehr als 10.000 Besuchern besichtigt wird.

## Anlage
Der Park liegt in den namensgebenden Cypress Hills und besteht aus drei Parkteilen. Einer der Teile liegt in Alberta und grenzt unmittelbar an einen Teil in Saskatchewan, den West Block. In Saskatchewan liegt auch der dritte Parkteil, Centre Block. Dieser hat keine unmittelbare Verbindung zu den beiden anderen Teilen. Der Parkteil in Alberta ist über den Alberta Highway 41 zu erreichen. In Saskatchewan ist der West Block über den Saskatchewan Highway 271 zu erreichen sowie der Centre Block über den Saskatchewan Highway 21.
Der Park schützt den größten Teil der Landschaft der Cypress Hills. Die drei Blöcke schützen dabei üppigem Wald sowie Grasland und sind von trockener Prärie umgeben. Bei dem Park handelt es sich um ein Schutzgebiet der IUCN-Kategorie II (Nationalpark).

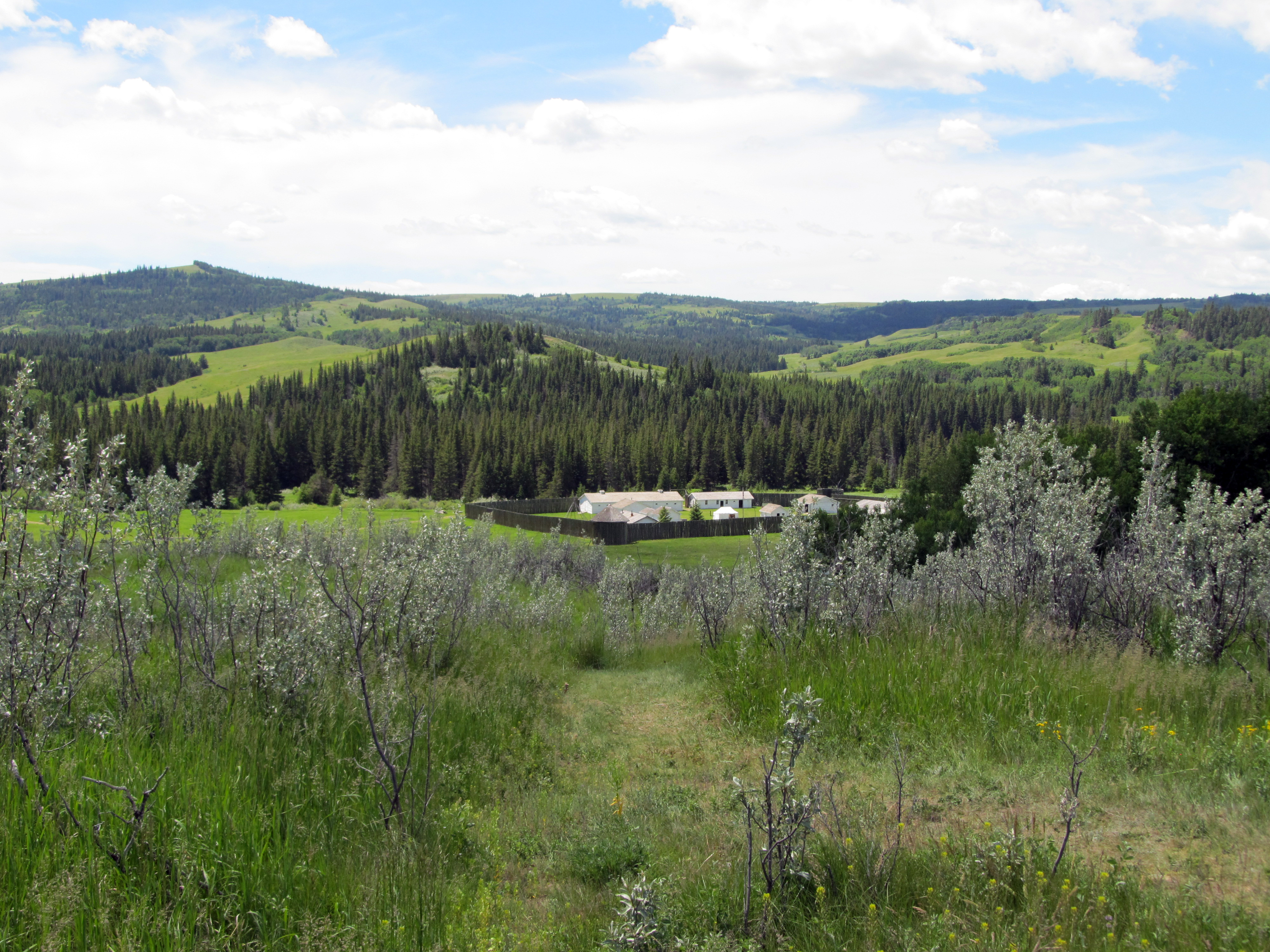
Fort Walsh

## Geschichte
Der heutige Park geht zurück auf einen Anteil in Alberta, der 1951 eingerichtet wurde und einen in Saskatchewan, der 1931 eingerichtet wurde. Als Interprovincial Park wurde er 1989 eingerichtet und ist als solcher der erste Park in Kanada der Provinzgrenzen überschreitet. Bisher ist er als solcher auch der einzige in Kanada.
Im Jahr 2000 wurde die Fort Walsh National Historic Site Bestandteil des Parks.